# Encontros pelo Caminho
Encontros pelo Caminho é a segunda coletânea e primeiro álbum de vídeo da cantora e compositora brasileira Paula Fernandes. A compilação reúne 21 duetos e parcerias em CD duplo que Paula fez ao longo de sua carreira, entre eles alguns inéditos. O DVD possui 17 faixas com videoclipes e versões ao vivo, um dos destaque é o dueto com Hebe Camargo em "Tocando Em Frente". Já na pré-venda o álbum estreou no Top 10 do iTunes. A versão do álbum lançada na Europa contém duetos com o cantor angolano Anselmo Ralph e o cantor português Mickael Carreira, ambos cantores foram convidados na Turnê "Um Ser Amor" em passagem por Portugal.

## Singles
O primeiro single de divulgação do álbum foi a canção "You're Still the One", dueto com a cantora canadense Shania Twain. Paula Fernandes recebeu um convite para participar do show de Twain no Caesars Palace em Las Vegas, em dezembro de 2013, e logo também recebeu o convite a gravar o dueto. Para Fernandes foi a realização de um sonho já que já admitiu outras vezes que Twain é uma de suas ídolas.
O segundo single foi a canção "Pegando Lágrimas" dueto com  a dupla sertaneja Chitãozinho & Xororó.
O terceiro single foi escolhido a canção "Depois" em parceria com a dupla Victor & Leo, a canção foi lançada no dia 18 de maio de 2015, dia em que os fãs da cantora comemoram o "Paula Fernandes Day".

## Sobre o álbum

### Estética
Em Encontros pelo Caminho Paula Fernandes retorna à região onde nasceu, em Sete Lagoas (MG), e grava a introdução do disco. A capela que aparece em cena foi a mesma em que a cantora foi batizada.
| “ | “O momento do retorno foi incrível, sem raiz a gente não é nada. Fiquei muito emocionada em saber que o quintal ficou pequeno para tudo que eu queria" | ” |

, explica a cantora sobre o novo projeto.

## Faixas

### CD
| Encontros pelo Caminho – Edição padrão / Edição especial (Disco 1) |                                                       |                                                        |          |  |
| N.º                                                                | Título                                                | Compositor(es)                                         | Duração  |  |
| 1.                                                                 | "Depois" (com Victor & Leo)                           | Paula Fernandes, Victor Chaves                         | 3:15     |  |
| 2.                                                                 | "Highway Don't Care" (com Tim McGraw)                 | Mark Irwin, Brad Warren, Brett Warren, Josh Kear       | 4:38     |  |
| 3.                                                                 | "Over the Rainbow" (com Michael Bolton)               | Harold Arlen, Edgar "Yip" Harburg                      | 3:29     |  |
| 4.                                                                 | "Caminhoneiro (Gentle On My Mind)" (com Dominguinhos) | John Hartford / Versão: Roberto Carlos, Erasmo Carlos  | 5:26     |  |
| 5.                                                                 | "Criação Divina" (com Zezé Di Camargo)                | César Lemos                                            | 3:24     |  |
| 6.                                                                 | "Pegando Lágrimas" (com Chitãozinho & Xororó)         | Xororó                                                 | 3:48     |  |
| 7.                                                                 | "Se Tudo Fosse Fácil" (com Michel Teló)               | Matheus Aleixo                                         | 3:23     |  |
| 8.                                                                 | "Hoy Me Voy" (com Juanes)                             | Juan Esteban Aristizabal                               | 4:16     |  |
| 9.                                                                 | "You're Still the One" (com Shania Twain)             | Shania Twain, Robert John "Mutt" Lange                 | 3:34     |  |
| 10.                                                                | "Firebird (Pássaro de Fogo)" (com Eric Silver)        | Paula Fernandes / Versão: Eric Silver                  | 4:09     |  |
| 11.                                                                | "Humanos a Marte" (com Chayanne)                      | Fernando José Montesinos Guerrero, Elmer Figueroa Arce | 3:47     |  |
| 12.                                                                | "Não Precisa" (com Victor & Leo)                      | Victor Chaves                                          | 3:31     |  |
| 13.                                                                | "Harmonia do Amor" (com Zé Ramalho)                   | Paula Fernandes, Zé Ramalho                            | 4:11     |  |
| 14.                                                                | "Brazil" (com Frank Sinatra)                          | Ary Barroso / Versão: Bob Russell                      | 2:57     |  |
| Duração total:                                                     | Duração total:                                        | Duração total:                                         | 00:53:48 |  |

| Encontros pelo Caminho – Edição especial (Disco 2) |                                                        |                                            |          |  |
| N.º                                                | Título                                                 | Compositor(es)                             | Duração  |  |
| 1.                                                 | "Jeito de Mato" (com Almir Sater)                      | Paula Fernandes, Maurício Santini          | 4:55     |  |
| 2.                                                 | "Tristeza do Jeca" (com Sergio Reis e Renato Teixeira) | Angelino de Oliveira                       | 4:07     |  |
| 3.                                                 | "Índia" (com Leonardo)                                 | J. A. Flores, José Fortuna, M. O. Guerrero | 3:34     |  |
| 4.                                                 | "Quando a Chuva Passar" (com Marcus Viana)             | Ramón Cruz                                 | 3:50     |  |
| 5.                                                 | "Romaria" (com Tânia Mara)                             | Renato Teixeira                            | 4:33     |  |
| 6.                                                 | "Meu Grito de Amor" (com Eduardo Costa)                | César Augusto                              | 4:05     |  |
| 7.                                                 | "Eu Sem Você" (com Mickael Carreira)                   | Paula Fernandes, Zezé Di Camargo           | 3:59     |  |
| Duração total:                                     | Duração total:                                         | Duração total:                             | 00:29:03 |  |

| Encontros pelo Caminho – Edição iTunes |                                                        |                                                        |          |  |
| N.º                                    | Título                                                 | Compositor(es)                                         | Duração  |  |
| 1.                                     | "Depois" (com Victor & Leo)                            | Paula Fernandes, Victor Chaves                         | 3:15     |  |
| 2.                                     | "Highway Don't Care" (com Tim McGraw)                  | Mark Irwin, Brad Warren, Brett Warren, Josh Kear       | 4:38     |  |
| 3.                                     | "Over the Rainbow" (com Michael Bolton)                | Harold Arlen, Edgar "Yip" Harburg                      | 3:29     |  |
| 4.                                     | "Caminhoneiro (Gentle On My Mind)" (com Dominguinhos)  | John Hartford / Versão: Roberto Carlos, Erasmo Carlos  | 5:26     |  |
| 5.                                     | "Criação Divina" (com Zezé Di Camargo)                 | César Lemos                                            | 3:24     |  |
| 6.                                     | "Pegando Lágrimas" (com Chitãozinho & Xororó)          | Xororó                                                 | 3:48     |  |
| 7.                                     | "Se Tudo Fosse Fácil" (com Michel Teló)                | Matheus Aleixo                                         | 3:23     |  |
| 8.                                     | "Hoy Me Voy" (com Juanes)                              | Juan Esteban Aristizabal                               | 4:16     |  |
| 9.                                     | "You're Still the One" (com Shania Twain)              | Shania Twain, Robert John "Mutt" Lange                 | 3:34     |  |
| 10.                                    | "Firebird (Pássaro de Fogo)" (com Eric Silver)         | Paula Fernandes / Versão: Eric Silver                  | 4:09     |  |
| 11.                                    | "Humanos a Marte" (com Chayanne)                       | Fernando José Montesinos Guerrero, Elmer Figueroa Arce | 3:47     |  |
| 12.                                    | "Não Precisa" (com Victor & Leo)                       | Victor Chaves                                          | 3:31     |  |
| 13.                                    | "Harmonia do Amor" (com Zé Ramalho)                    | Paula Fernandes, Zé Ramalho                            | 4:11     |  |
| 14.                                    | "Brazil" (com Frank Sinatra)                           | Ary Barroso / Versão: Bob Russell                      | 2:57     |  |
| 15.                                    | "Jeito de Mato" (com Almir Sater)                      | Paula Fernandes, Maurício Santini                      | 4:55     |  |
| 16.                                    | "Tristeza do Jeca" (com Sergio Reis e Renato Teixeira) | Angelino de Oliveira                                   | 4:07     |  |
| 17.                                    | "Índia" (com Leonardo)                                 | J. A. Flores, José Fortuna, M. O. Guerrero             | 3:34     |  |
| 18.                                    | "Quando a Chuva Passar" (com Marcus Viana)             | Ramón Cruz                                             | 3:50     |  |
| 19.                                    | "Romaria" (com Tânia Mara)                             | Renato Teixeira                                        | 4:33     |  |
| 20.                                    | "Meu Grito de Amor" (com Eduardo Costa)                | César Augusto                                          | 4:05     |  |
| 21.                                    | "Eu Sem Você" (com Mickael Carreira)                   | Paula Fernandes, Zezé Di Camargo                       | 3:59     |  |
| Duração total:                         | Duração total:                                         | Duração total:                                         | 01:22:51 |  |

| Encontros pelo Caminho – Edição Europa |                                                       |                                                        |          |  |
| N.º                                    | Título                                                | Compositor(es)                                         | Duração  |  |
| 1.                                     | "Depois" (com Victor & Leo)                           | Paula Fernandes, Victor Chaves                         | 3:15     |  |
| 2.                                     | "Over the Rainbow" (com Michael Bolton)               | Harold Arlen, Edgar "Yip" Harburg                      | 3:29     |  |
| 3.                                     | "Caminhoneiro (Gentle On My Mind)" (com Dominguinhos) | John Hartford / Versão: Roberto Carlos, Erasmo Carlos  | 5:26     |  |
| 4.                                     | "Pássaro de Fogo" (com Anselmo Ralph)                 | Paula Fernandes                                        | 4:39     |  |
| 5.                                     | "Criação Divina" (com Zezé Di Camargo)                | César Lemos                                            | 3:24     |  |
| 6.                                     | "Jeito de Mato" (com Almir Sater)                     | Paula Fernandes, Maurício Santini                      | 4:55     |  |
| 7.                                     | "Eu Sem Você" (com Mickael Carreira)                  | Paula Fernandes, Zezé Di Camargo                       | 3:59     |  |
| 8.                                     | "Pegando Lágrimas" (com Chitãozinho & Xororó)         | Xororó                                                 | 3:48     |  |
| 9.                                     | "Se Tudo Fosse Fácil" (com Michel Teló)               | Matheus Aleixo                                         | 3:23     |  |
| 10.                                    | "Hoy Me Voy" (com Juanes)                             | Juan Esteban Aristizabal                               | 4:16     |  |
| 11.                                    | "You're Still the One" (com Shania Twain)             | Shania Twain, Robert John "Mutt" Lange                 | 3:34     |  |
| 12.                                    | "Firebird (Pássaro de Fogo)" (com Eric Silver)        | Paula Fernandes / Versão: Eric Silver                  | 4:09     |  |
| 13.                                    | "Humanos a Marte" (com Chayanne)                      | Fernando José Montesinos Guerrero, Elmer Figueroa Arce | 3:47     |  |
| 14.                                    | "Não Precisa" (com Victor & Leo)                      | Victor Chaves                                          | 3:31     |  |
| 15.                                    | "Harmonia do Amor" (com Zé Ramalho)                   | Paula Fernandes, Zé Ramalho                            | 4:11     |  |
| 16.                                    | "Brazil" (com Frank Sinatra)                          | Ary Barroso / Versão: Bob Russell                      | 2:57     |  |
| Duração total:                         | Duração total:                                        | Duração total:                                         | 01:02:43 |  |

### DVD
| Encontros pelo Caminho – DVD |                                                        |                                                       |         |  |
| N.º                          | Título                                                 | Compositor(es)                                        | Duração |  |
| 1.                           | "Canção do Caminho"                                    | Paula Fernandes, Márcio Monteiro                      |         |  |
| 2.                           | "Depois" (com Victor & Leo)                            | Paula Fernandes, Victor Chaves                        |         |  |
| 3.                           | "Caminhoneiro (Gentle On My Mind)" (com Dominguinhos)  | John Hartford / Versão: Roberto Carlos, Erasmo Carlos |         |  |
| 4.                           | "Índia" (com Leonardo)                                 | J. A. Flores, José Fortuna, M. O. Guerrero            |         |  |
| 5.                           | "Quando a Chuva Passar" (com Marcus Viana)             | Ramón Cruz                                            |         |  |
| 6.                           | "Pegando Lágrimas" (com Chitãozinho & Xororó)          | Xororó                                                |         |  |
| 7.                           | "Se Tudo Fosse Fácil" (com Michel Teló)                | Matheus Aleixo                                        |         |  |
| 8.                           | "Criação Divina" (com Zezé Di Camargo)                 | César Lemos                                           |         |  |
| 9.                           | "Hoy Me Voy" (com Juanes)                              | Juan Esteban Aristizabal                              |         |  |
| 10.                          | "You're Still the One" (com Shania Twain)              | Shania Twain, Robert John "Mutt" Lange                |         |  |
| 11.                          | "Não Precisa" (com Victor & Leo)                       | Victor Chaves                                         |         |  |
| 12.                          | "Firebird (Pássaro de Fogo)" (com Eric Silver)         | Paula Fernandes / Versão: Eric Silver                 |         |  |
| 13.                          | "Meu Grito de Amor" (com Eduardo Costa)                | César Augusto                                         |         |  |
| 14.                          | "Tristeza do Jeca" (com Sergio Reis e Renato Teixeira) | J. A. Flores, José Fortuna, M. O. Guerrero            |         |  |
| 15.                          | "Romaria" (com Tânia Mara)                             | Renato Teixeira                                       |         |  |
| 16.                          | "Tocando Em Frente" (com Hebe Camargo)                 | Almir Sater, Renato Teixeira                          |         |  |
| 17.                          | "Jeito de Mato" (com Almir Sater)                      | Paula Fernandes, Maurício Santini                     |         |  |

## Desempenho nas tabelas musicais

### CD
| Parada musical (2014)                         | Melhor posição |
| --------------------------------------------- | -------------- |
| Bolívia (Bolivia Digital Albums)              | 84             |
| Brasil (TOP 20 Semanal ABPD)(Edição padrão)   | 3              |
| Brasil (TOP 20 Semanal ABPD)(Edição especial) | 4              |
| Brasil (Brazil Digital Albums)                | 1              |
| Moçambique (Mozambique Digital Albums)        | 16             |
| Portugal (Associação Fonográfica Portuguesa)  | 8              |
| Portugal (Portugal Digital Albums)            | 1              |
| Paraguai (Paraguay Digital Albums)            | 54             |

### DVD
| Parada musical (2014)        | Melhor posição |
| ---------------------------- | -------------- |
| Brasil (TOP 20 Semanal ABPD) | 1              |

## Certificados e vendas
| País (Provedor) | Disco Especifico | Certificação | Vendas   |
| --------------- | ---------------- | ------------ | -------- |
| Brasil (ABPD)   | CD               | Platina      | +300.000 |
| Brasil (ABPD)   | DVD              | Platina      | +300.000 |
| Brasil (ABPD)   | download digital | Ouro         | 50.000   |
| Portugal (AFP)  | CD               | Ouro         | +10.000  |